# 麦洛维大坝
麥洛維大壩（英語：Merowe Dam，又稱Merowe High Dam、Merowe Multi-Purpose Hydro Project or Hamdab Dam）是尼羅河幹流上繼埃及阿斯旺大壩後興建的第二座大型水電站，也是蘇丹乃至非洲目前最大的水電專案。

## 地理位置
麥洛維大壩位於非洲蘇丹共和國的北部，蘇丹首都喀土穆以北約480公里，北方貿易重鎮卡瑞瑪東北27公里，距北方首府麥洛維市40公里。

## 大壩情況
麥洛維大壩以發電為主，兼顧灌溉。壩頂高程EL303米，最高運行水位EL300米，最低運行水位EL285米，最大壩高約65米。單機容量12.5萬千瓦，總共10台機組，總發電容量為125萬千瓦（1250MW）。
整個壩體總長約9230米，分佈的主要壩型有：左右岸面板堆石壩、左右岸土堤、左右岸灌溉取水口、左岸粘土心牆壩及砼壩段。
大壩工程合同開工時間為2003年6月15日，要求完工時間為2008年6月30日，但由於多種原因，工程延遲到2009年3月3日正式發電。
大壩由中國水利電力對外公司與中國水利水電工程總公司組成的聯營體（CCMD）中標,其中前者是牵头方，是中國公司在外承包的最大工程項目。

## 外部連結
- 搜狐新聞：中国承建非洲最大水电工程 （页面存档备份，存于）